# Жорга-жарыс
Жорга-жарыс — один из национальных казахских видов конного спорта. В «Жорга-жарыс» присутствует правило, по которому лошадь передвигается специальным образом. Сначала лошадь отталкивается правой передней и правой задней ногой одновременно, а после точно так же левой передней ногой и левой задней. Если во время забега конь будет сбит с ног, его жокею будет выдан штраф. В том случае, когда у всадника наберется 4 штрафа, он будет дисквалифицирован. Соревнование проводятся только на короткие дистанции 2-3 км, в зависимости от дороги. Согласно действующим правилам соревнования, в забегах так же могут участвовать девушки и женщины. «Жорга-жарыс» полезный вид спорта, который улучшает ваш моральный дух, силу и любовь к спорту в целом, а так же развивает культуру физического спорта среди казахских женщин и девушек.